# Michał Kurc
Michał Kurc (ur. 25 maja 1949 w Sokołowie Podlaskim) – polski artysta fotograf (fotografik). Członek rzeczywisty i Artysta Fotoklubu Rzeczypospolitej Polskiej Stowarzyszenia Twórców (AFRP).

## Życiorys
W Fotoklubie RP od 1998 roku. Animator kultury, instruktor fotografii 1964–2004, w latach 1964–1979 w Klubie Cukrownik w Sokołowie Podl., 1977–1979 w Sokołowskim Klubie Fotograficznym, 1979–1985 w Centrum Kultury i Sztuki Woj. Siedleckiego w Siedlcach, 1985–2004 w Węgrowskim Ośrodku Kultury.
Pierwsze grafiki komputerowe – cyfrografie zaprezentował w roku 1989 w Galerii Węgrowskiego Ośrodka Kultury z okazji 150-lecia fotografii. Autor wielu wystaw indywidualnych, m.in. prezentacji ziemi węgrowskiej. W autorskim albumie „Węgrowskie klimaty” ukazuje piękno Węgrowa, w którym mieszka i tworzy. Popularyzuje fotografię w Internecie na autorskiej stronie Fotografika i nie tylko. Piękno „małej Ojczyzny” – piękno Polski jest myślą przewodnią jego galerii.
Został uhonorowany m.in. statuetką Boryny – nagrodą specjalną IX Festiwalu Obrzędów Weselnych w Węgrowie. Jego prace zaprezentowano w Almanachu (1995–2017), wydanym przez Fotoklub Rzeczypospolitej Polskiej Stowarzyszenie Twórców, w 2017 roku. W 2018 roku został uhonorowany Medalem „Za Zasługi dla Fotografii Polskiej” – odznaczeniem przyznawanym przez Kapitułę Fotoklubu Rzeczypospolitej Polskiej Stowarzyszenia Twórców – w 100. rocznicę odzyskania przez Polskę niepodległości. W 2020 odznaczony Złotym Medalem „Za Fotograficzną Twórczość” – odznaczeniem ustanowionym przez Zarząd i przyznawanym przez Kapitułę Fotoklubu Rzeczypospolitej Polskiej Stowarzyszenia Twórców, w odniesieniu do obchodów 25-lecia powstania Fotoklubu RP. W 2023 został uhonorowany Nagrodą im. Ludomira Benedyktowicza – w uznaniu twórczości artystycznej, działalności pedagogicznej oraz popularyzatorskiej w dziedzinie fotografii.  W 2024 został uhonorowany statuetką 600-lecia Sokołowa Podlaskiego za szczególne zasługi dla Miasta. [8]
- Odznaka honorowa „Zasłużony dla Kultury Polskiej”[7]
- Srebrny Medal „Zasłużony dla Fotografii Polskiej”[7]
- Złoty Medal „Za Fotograficzną Twórczość”[7]
- Odznaka „Zasłużony Działacz Kultury”
- Odznaka „Za Zasługi dla Węgrowa”
- Medal „Za Zasługi dla Fotografii Polskiej” (2018)[8]
- Złoty Medal „Za Fotograficzną Twórczość” (2020)[4]